# Roswitha Krause
Pour les articles homonymes, voir Krause.
Ne doit pas être confondu avec Barbara Krause ou Nadine Krause.
Roswitha Krause, née le 3 novembre 1949 à Dahme/Mark, est une handballeuse et une nageuse est-allemande.

## Biographie
Roswitha Krause dispute les épreuves de natation aux Jeux olympiques d'été de 1968 à Mexico ; éliminée en demi-finales du 100 mètres nage libre, elle est par contre médaillée d'argent du relais 4x100 mètres nage libre. 
En 1970, elle décide de se lancer dans le handball. Elle fait partie de la sélection nationale est-allemande de handball vice-championne olympique aux Jeux d'été de 1976 à Montréal et médaillée de bronze aux Jeux d'été de 1980 à Moscou. Elle est également sacrée championne du monde de handball en 1975 et en 1978.
En club, elle évolue avec le TSC Berlin, remportant trois coupes d'Europe : la Coupe des clubs champions en 1978, et la Coupe des vainqueurs de coupe en 1977 et 1979. Son palmarès est également complété de plusieurs titres de Championne d'Allemagne de l'Est (probablement 1977, 1978 et 1980) et de plusieurs Coupes nationales (probablement 1977, 1978, 1979 et 1980).
Elle continue tout de même la natation de compétition et remporte une médaille de bronze sur 400 mètres nage libre aux Championnats d'Europe de natation 1977.

## Palmarès

### En natation
- médaillée d'argent du relais 4x100 mètres nage libre aux Jeux olympiques de 1968 à Mexico[1]

### En équipe nationale de handball
Jeux olympiques
- médaillée d'argent aux Jeux olympiques de 1976 à Montréal
- médaillée de bronze aux Jeux olympiques de 1980 à Moscou

Championnats du monde
- médaillée d'or au Championnat du monde 1975
- médaillée d'or au Championnat du monde 1978

### En club de handball
Compétitions internationales
- Vainqueur de la Coupe des clubs champions en 1978[3],[4].
- Vainqueur de la Coupe des vainqueurs de coupe en 1977, 1979 .

Compétitions nationales
- Vainqueur du Championnat d'Allemagne de l'Est en 1977, 1978 et 1980[réf. nécessaire]
- Vainqueur de la Coupe d'Allemagne de l'Est en 1977, 1978, 1979, 1980[réf. nécessaire]